# Лукар, Хорхе
Хорхе Энрике Лукар Фигероа (исп. Jorge Enrique Lucar Figueroa; 6 января 1934, Сантьяго) — чилийский генерал, заместитель главнокомандующего сухопутными войсками, военный функционер при режиме Аугусто Пиночета. В начале 1990 — член Правительственной хунты последнего состава. Отстранён с армейского поста решением Пиночета после демонтажа военного режима.

## Военная карьера
В 1955 окончил Военное училище имени Бернардо О’Хиггинса. По военной специальности — офицер связи сухопутных войск. Служил в различных подразделениях чилийской армии. Отрицательно относился к Народному единству и правительству Сальвадора Альенде. Поддержал военный переворот 11 сентября 1973 и Правительственную хунту генерала Аугусто Пиночета.
При военном режиме Хорхе Лукар был заместителем директора Военного училища, командиром 6-го полка связи (телекоммуникаций) Tarapacá, секретарём начальника армейского генштаба и заместителя главнокомандующего армией. В 1984 бригадный генерал Лукар возглавил Командование телекоммуникаций (связь и РЭБ), в 1986 — Командование военных институтов (координация военно-промышленных, инженерных и исследовательских подразделений). В 1988 генерал-майор Лукар — оперативный директор генштаба. Одновременно состоял в советах директоров крупных коммерческих компаний — металлургической CAP, энергетической Enel Generación, телекоммунакационной Entel. Причислялся к близкому окружению генерала Пиночета.
С октября 1989 генерал Хорхе Лукар — заместитель главнокомандующего сухопутными войсками Чили. Сменил на этом посту генерала Хорхе Синке. Назначение вызвало удивление в военных кругах: в сложной политической обстановке, после поражения на референдуме Пиночет ставил на вторую позицию в армии военачальника, не имевшего политического опыта.

## Членство в хунте
2 января 1990 генерал-лейтенант Хорхе Лукар был введён в состав Правительственной хунты Чили (сменил генерала Сантьяго Синклера). Хунта являлась высшим законодательным органом режима и комплектовалась из главнокомандующих родами войск. Сухопутные войска были представлены заместителем, поскольку главнокомандующий Аугусто Пиночет занимал пост президента и с 1981 формально не был членом хунты. В последний состав хунты входили адмирал Хосе Торибио Мерино (последние три дня — адмирал Хорхе Мартинес Буш) от флота, генерал Фернандо Маттеи от авиации, генерал Родольфо Станхе от карабинеров и генерал Хорхе Лукар от сухопутных войск.
Членство генерала Лукара в Правительственной хунте было непродолжительно и не отметилось важными политическими решениями. С конца 1988 года в Чили осуществлялся демонтаж военного режима и возврат к демократическим порядкам. 11 марта 1990 хунта прекратила свою деятельность. Власть перешла к гражданскому правительству президента Патрисио Эйлвина.

## Конфликт и отставка
После восстановления демократии в Чили генерал Пиночет оставался главнокомандующим чилийской армией. Сохранял пост заместителя и генерал Лукар. В 1993 он сделал от имени командования заявление политического характера: сообщил об обеспокоенности армии в связи с арестом бывшего начальника тайной полиции ДИНА генерала Мануэля Контрераса.
Хорхе Лукар оказался единственным представителем генералитета, который наладил сотрудничество с президентом Патрисио Эйлвином и министром обороны Патрисио Рохасом. Но Пиночет отрицательно воспринял позитивные отношения своего заместителя с христианскими демократами. В апреле 1991 он сильно урезал полномочия Лукара. Интригу против Лукара повёл влиятельный генерал Хорхе Бальерино, бывший начальник президентского секретариата при Пиночете. Министр Рохас называл это атакой «политической линии» Бальерино на «профессиональную линию» Лукара.
Ещё более обострилась ситуация осенью 1992: генерал Лукар оказался вовлечён в скандал с прослушиванием телефонных переговоров лидера партии Национальное обновление Себастьяна Пиньеры, будущего президента Чили. Прослушивание организовала Эвелин Маттеи, дочь бывшего члена хунты. Причина состояла в борьбе за партийное лидерство. Непосредственно осуществляли прослушивание военные — подчинённые Лукара, к тому же из Командования телекоммуникаций, с которым он был традиционно связан. Прямой причастности Лукара не обнаружилось, но двухлетнее расследование подорвало его позиции.
29 декабря 1994 генерал Хорхе Лукар был отстранён от должности заместителя главнокомандующего чилийской армией. Его сменил генерал Гильермо Гарин, друг детства Бальерино. Обозреватели связали эту замену не только с «пиньерагейтом», но и с судебным преследованием Контрераса, в защиту которого ранее высказывался Лукар. В отставке Хорхе Лукар дистанцировался от армейской и политической жизни.